# François Baillieul
François Baillieul (1697? – 1754) war ein französischer Kupferstecher, Graveur und Geograph des Königs Ludwig XV.

## Leben
Ältester Sohn von Gaspard Baillieul. - Aktiv in Paris zwischen 1720 und 1748.
Dieser Künstler stammte aus Frankreich und lebte um das Jahr 1722 in Paris, wo er einige der damals veröffentlichten Kupferstiche anfertigte, die die Krönungszeremonien Ludwigs XV. darstellten, eine Ansicht der festlich beleuchteten rue da la Ferronerie nach A. Slodtz usw. 
Außerdem hat er verschiedene geographische Karten gestochen, u. a. für das Werk von Jean-Baptiste Du Halde, Description de la Chine et de la Tartarie chinoise. 

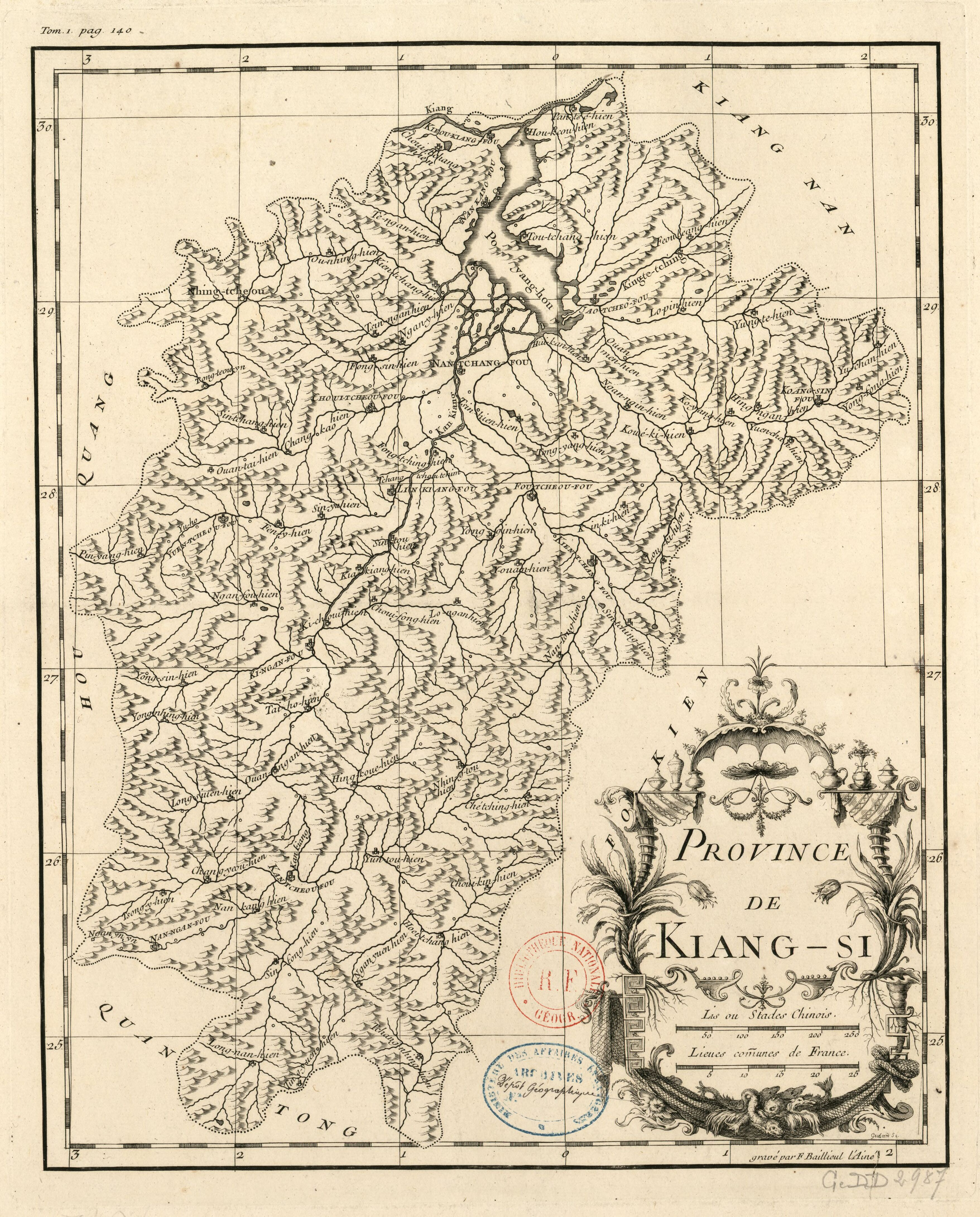
Description de la Chine et de la Tartarie chinoise, 1736, Provice de Kiang-Si (gravé par F. Baillieul l'ainé ; Guélard Sc.)

Ein jüngerer Bruder von ihm, Nicolas B., gleichfalls Stecher, war 1742 an dem großen Plan von Paris mitbeschäftigt, eine Schwester beider, Marie B., stach für die Verlegerwerke ihres Vaters Gaspard Bailleul. 
Louis Antoine Sixe heiratete am 12. Mai 1731 Marie Françoise Baillieul, Tochter eines Graveurs und Geographen und Schwester von zwei Graveuren und Geographen.